# Vieux-Habitants
Vieux-Habitants (en créole guadeloupéen : Zabitan) est une commune française en Guadeloupe. Elle constitue l'une des villes-centres de l'unité urbaine de Basse-Terre regroupant près de 50 000 habitants. Les habitants sont appelés Habissois(es).

## Géographie

### Localisation

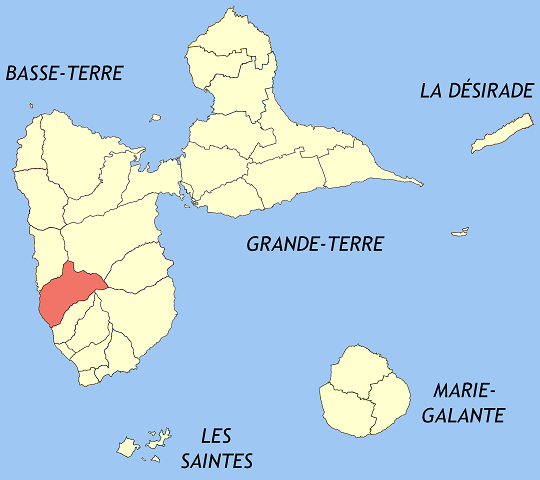
En rouge le territoire communal de Vieux-Habitants.

S'étendant sur 58,7 km2 de superficie totale, la commune de Vieux-Habitants est située dans l'ouest de l'île de Basse-Terre sur la côte-sous-le-vent. Sa limite nord avec Bouillante est la ravine Renoir et l'Anse à la Barque. Sa limite orientale est constituée par les crêtes, sur lesquelles elle rencontre les territoires des communes de Petit-Bourg, Goyave et Capesterre-Belle-Eau. Sa limite sud avec Baillif est la rivière du Plessis. La commune est traversée de part en part par la Grande Rivière des Vieux-Habitants et la Rivière de Beaugendre qui prennent respectivement naissance au Petit Sans Toucher et aux Sauts de Bouillante et se jettent dans la mer des Caraïbes au nord de la ville.
Le climat y est de type tropical.
La commune est traversée du nord au sud par la route nationale 2.
|                  | Bouillante      | Petit-Bourg          |
| Mer des Caraïbes | Vieux-Habitants | Goyave               |
|                  | Baillif         | Capesterre-Belle-Eau |

## Urbanisme

### Typologie
Vieux-Habitants est une commune urbaine, car elle fait partie des communes denses ou de densité intermédiaire, au sens de la grille communale de densité de l'Insee,,,. Elle appartient à l'unité urbaine de Basse-Terre, une agglomération intra-départementale regroupant 7 communes et 48 467 habitants en 2022, dont elle une ville-centre,.
Par ailleurs la commune fait partie de l'aire d'attraction de Basse-Terre, dont elle est une commune de la couronne. Cette aire, qui regroupe 7 communes, est catégorisée dans les aires de 50 000 à moins de 200 000 habitants,.
La commune, bordée par la Mer des Caraïbes à l'ouest, est également une commune littorale au sens de la loi du 3 janvier 1986, dite loi littoral. Des dispositions spécifiques d’urbanisme s’y appliquent dès lors afin de préserver les espaces naturels, les sites, les paysages et l’équilibre écologique du littoral, par exemple le principe d'inconstructibilité, en dehors des espaces urbanisés, sur la bande littorale des 100 mètres, ou plus si le plan local d’urbanisme le prévoit,.

### Lieux-dits et hameaux
Les localités et lieux-dits de Vieux-Habitants sont Anse Poulain, Beaugendre, Beausoleil, Bel-Air, Cousinière, les Écores, Géry, Grand'Croix, Grand Rivière, Laurichesse, Marigot, Schœlcher, Tarare, le Tuf et Val de l'Orge.

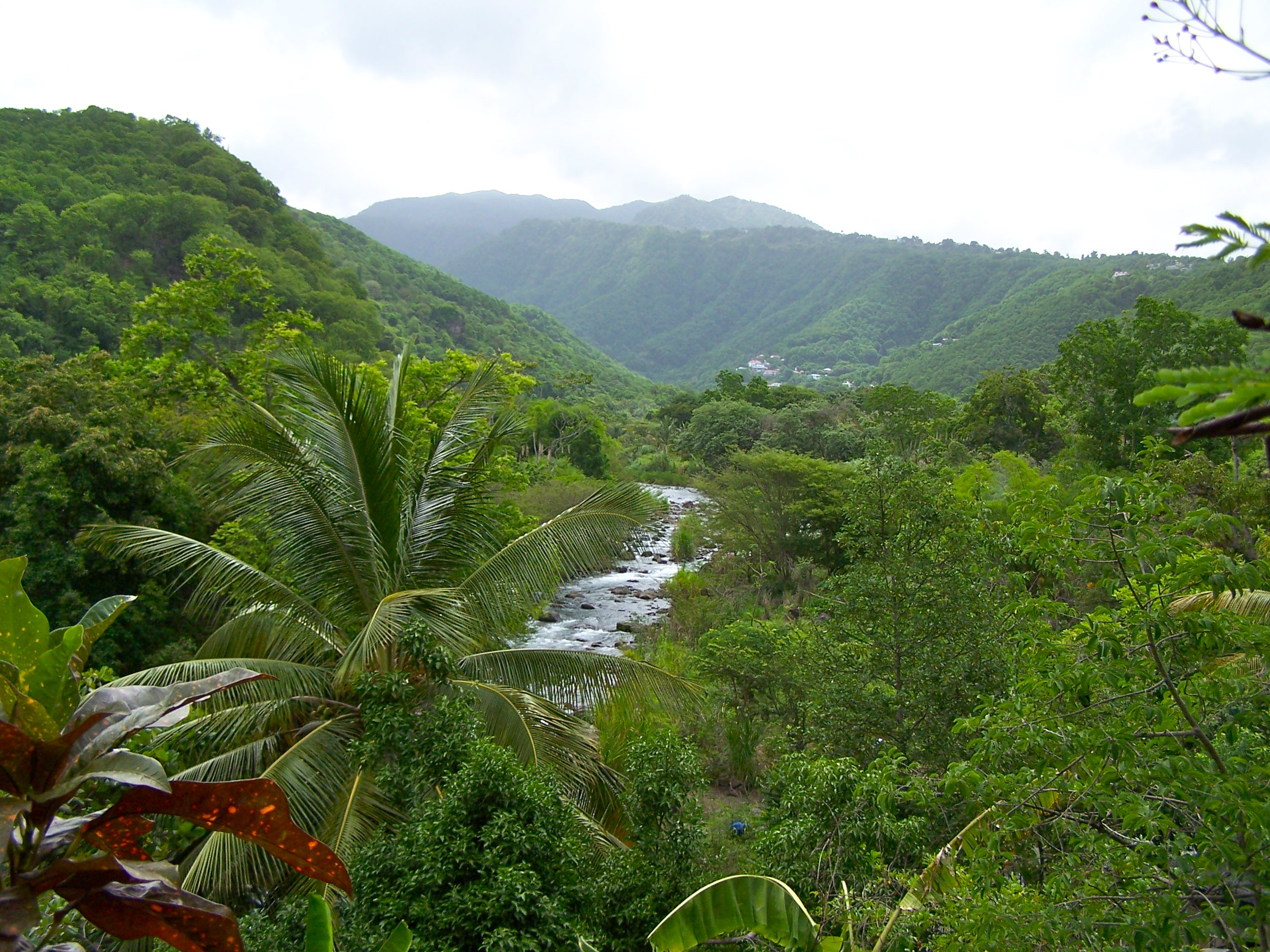
Lieu-dit de Schœlcher et la Grande Rivière des Vieux-Habitants
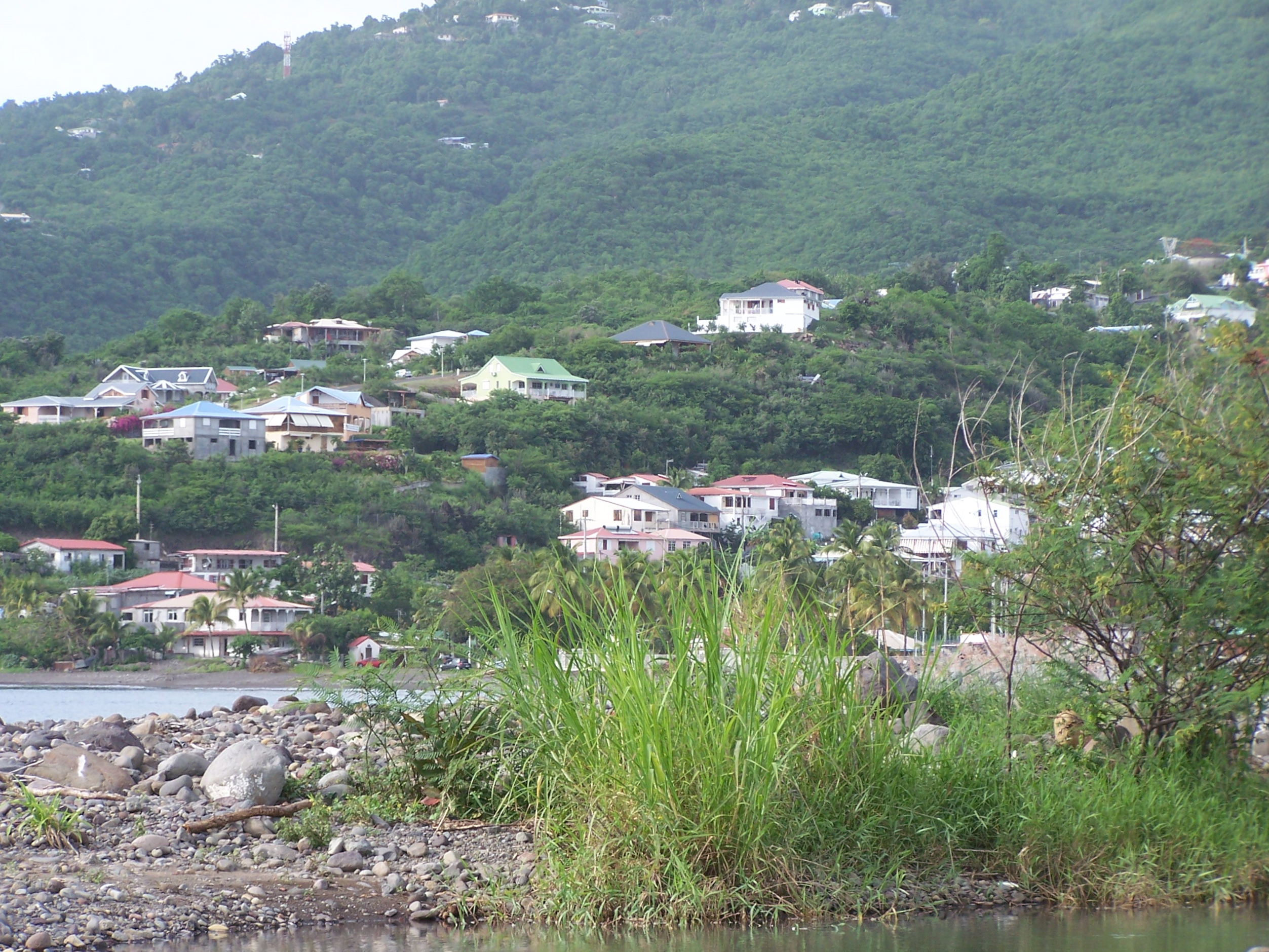
Quartiers nord de la commune, au-delà de l'embouchure de la rivière.

## Histoire
Pour un article plus général, voir Histoire de la Guadeloupe.

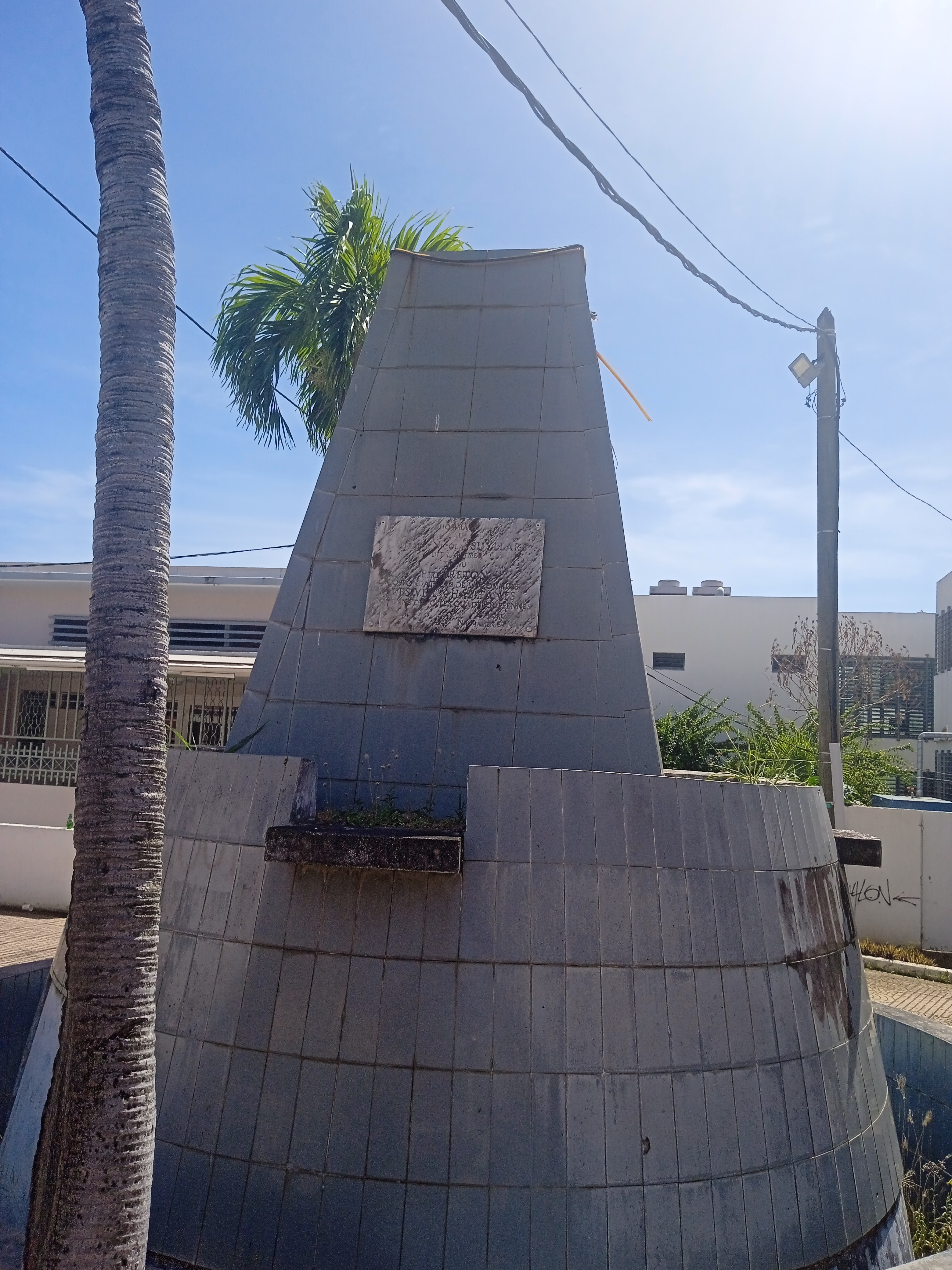
Monument hommage à Nicolas Suyllart et au père Breton, cofondateurs de Vieux-Habitants.

Fondée en 1636 par le colon Nicolas Suyllart de la Ramée et par le père Raymond Breton, c'est la plus ancienne paroisse et commune de Guadeloupe et des Antilles françaises. Son nom historique était auparavant Habitants avant de devenir Vieux-Habitants. C’était initialement une commune tournée vers l'agriculture et réputée pour son café, sa vanille — produits dans des habitations agricoles (telle que La Grivelière, Loiseau et Darius) — et plus généralement les jardins créoles.
La mairie est construite en 1966 par l'architecte Gérard-Michel Corbin qui utilise une technique en rupture totale avec le reste des constructions du bourg. En béton, la mairie est établie en L, ventilé au rez-de-chaussée par une cloison en claustras et à l'étage par une galerie ouverte distribuant les bureaux.

## Politique et administration

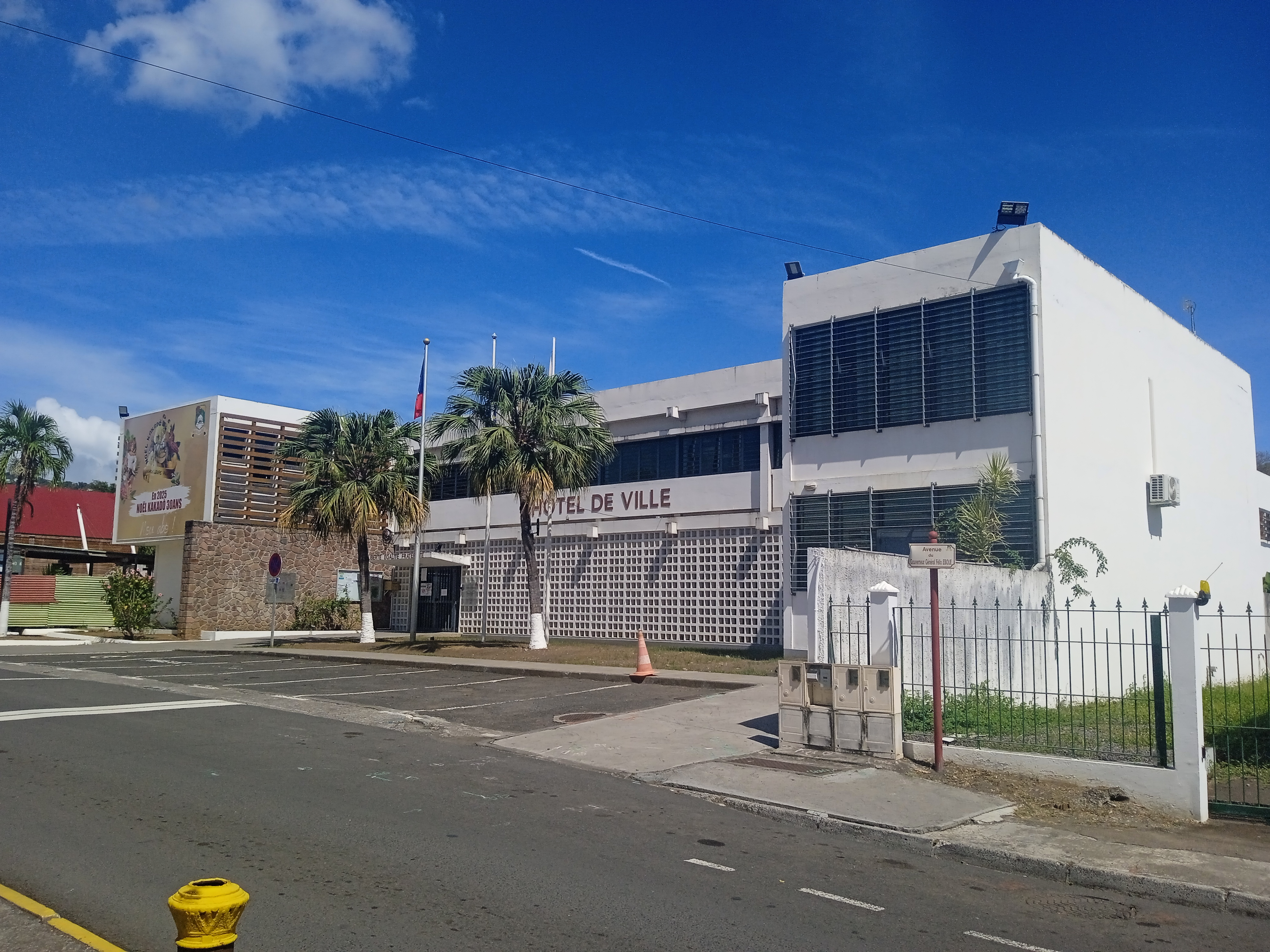
Mairie.

### Rattachements administratifs et électoraux
La commune appartient à l'arrondissement de Basse-Terre et au canton de Vieux-Habitants, modifié depuis le redécoupage cantonal de 2014. Elle en est le bureau centralisateur.
Pour l'élection des députés, Vieux-Habitants fait partie depuis 1988 de la quatrième circonscription de la Guadeloupe.

### Intercommunalité
La commune de Vieux-Habitants appartient à la communauté d'agglomération Grand Sud Caraïbe (CAGSC), depuis sa création en 2001, dans laquelle elle est représentée par quatre conseillers.

### Liste des maires
| Période                                  | Période        | Identité        | Étiquette       | Qualité |
| ---------------------------------------- | -------------- | --------------- | --------------- | --- |
| 1920                                     | 1925           | Amédée Labique  |                 | Propriétaire et exploitant agricole |
| 1925                                     | 1931           | Arnoult Nicolas |                 | |
| 1931                                     | 1951 (décès)   | Maurice Hatchi  | Rad.-soc. → RPF | |
| 1951                                     | 1971           | Arnaud Nicolas  | DVD             | Conseiller général du canton de Vieux-Habitants (1964 → 1970) |
| mars 1971                                | juin 1995      | Nathalien Etna  | DVG → UDF       | Directeur d’école Conseiller général du canton de Vieux-Habitants (1970 → 1994) |
| juin 1995                                | mars 2001      | Aramis Arbau    | RPR             | Enseignant Conseiller régional de la Guadeloupe (1998 → 2010) 7e vice-président du conseil régional de la Guadeloupe (1998 → 2004) |
| mars 2001                                | avril 2005     | Victorin Lurel  | FGPS            | Fonctionnaire territorial Député de la 4e circonscription de la Guadeloupe (2002 → 2012 puis 2014 → 2017) Conseiller général du canton de Vieux-Habitants (1994 → 2003) Conseiller régional de la Guadeloupe (1998 → 2015) Président du conseil régional de la Guadeloupe (2004 → 2012 puis 2014 → 2015) |
| avril 2005                               | mars 2014      | Georges Clairy  | FGPS            | |
| mars 2014                                | 4 juillet 2020 | Aramis Arbau    | DVD             | Enseignant et chef d'entreprise Conseiller départemental du canton de Vieux-Habitants (2015 → ) |
| 5 juillet 2020                           | en cours       | Jules Otto,     | FGPS            | Fonctionnaire au CNFPT |
| Les données manquantes sont à compléter. |                |                 |                 | |

## Économie

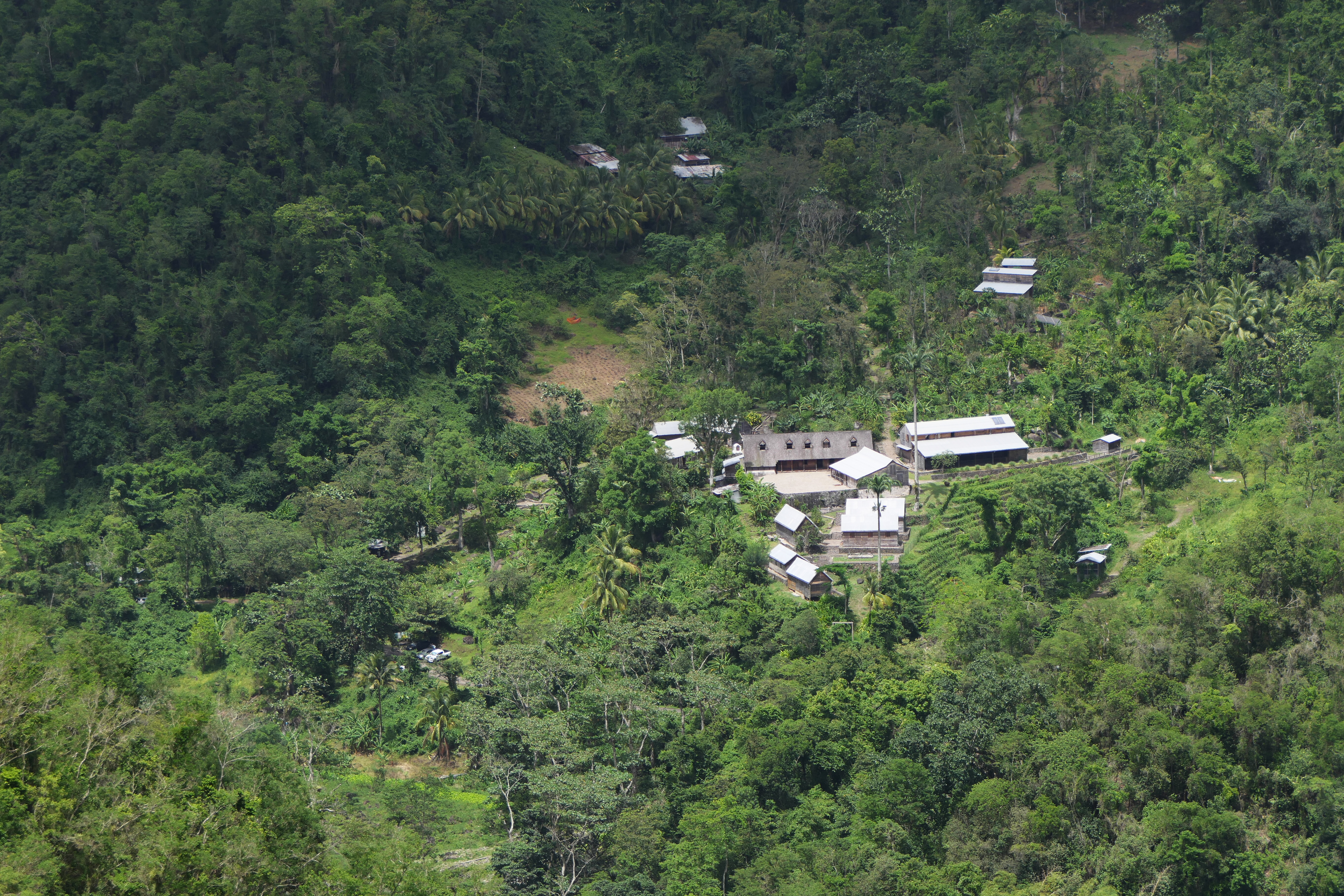
Site de l'habitation La Grivelière.

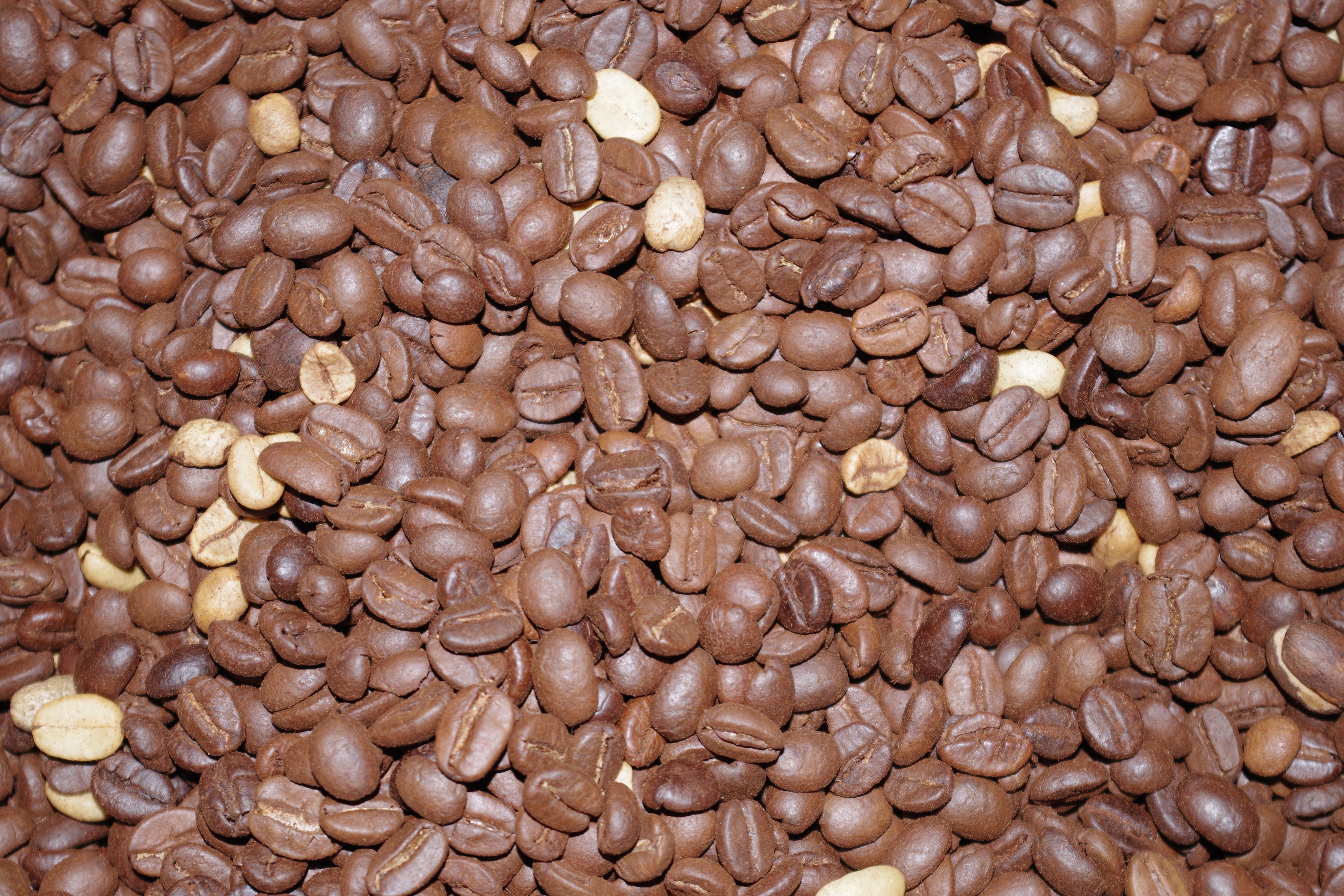
Grains de café produits à Vieux-Habitants.

L'activité de Vieux-Habitants est principalement liée à l'exploitation agricole du café et du cacao. Le domaine de Vanibel (s'étendant sur 28 ha et produisant environ 5 tonnes de café par an, en grande partie pour l'exportation,), le domaine de Café Chaulet et la chocolaterie artisanale « Les Suprêmes » y sont implantés.

## Population et société

### Démographie
L'évolution du nombre d'habitants est connue à travers les recensements de la population effectués dans la commune depuis 1961, premier recensement postérieur à la départementalisation de 1946. À partir de 2006, les populations de référence des communes sont publiées annuellement par l'Insee. Le recensement repose désormais sur une collecte d'information annuelle, concernant successivement tous les territoires communaux au cours d'une période de cinq ans. Pour les communes de moins de 10 000 habitants, une enquête de recensement portant sur toute la population est réalisée tous les cinq ans, les populations de référence des années intermédiaires étant quant à elles estimées par interpolation ou extrapolation. Pour la commune, le premier recensement exhaustif entrant dans le cadre du nouveau dispositif a été réalisé en 2008.

En 2022, la commune comptait 7 040 habitants, en évolution de −3,12 % par rapport à 2016 (Guadeloupe : −2,67 %, France hors Mayotte : +2,11 %).
| 1961  | 1967  | 1974  | 1982  | 1990  | 1999  | 2006  | 2007  | 2008  |
| ----- | ----- | ----- | ----- | ----- | ----- | ----- | ----- | ----- |
| 6 155 | 7 680 | 7 391 | 7 445 | 7 373 | 7 611 | 7 675 | 7 684 | 7 692 |

| 2013  | 2018  | 2022  | - | - | - | - | - | - |
| ----- | ----- | ----- | - | - | - | - | - | - |
| 7 425 | 7 154 | 7 040 | - | - | - | - | - | - |

### Enseignement

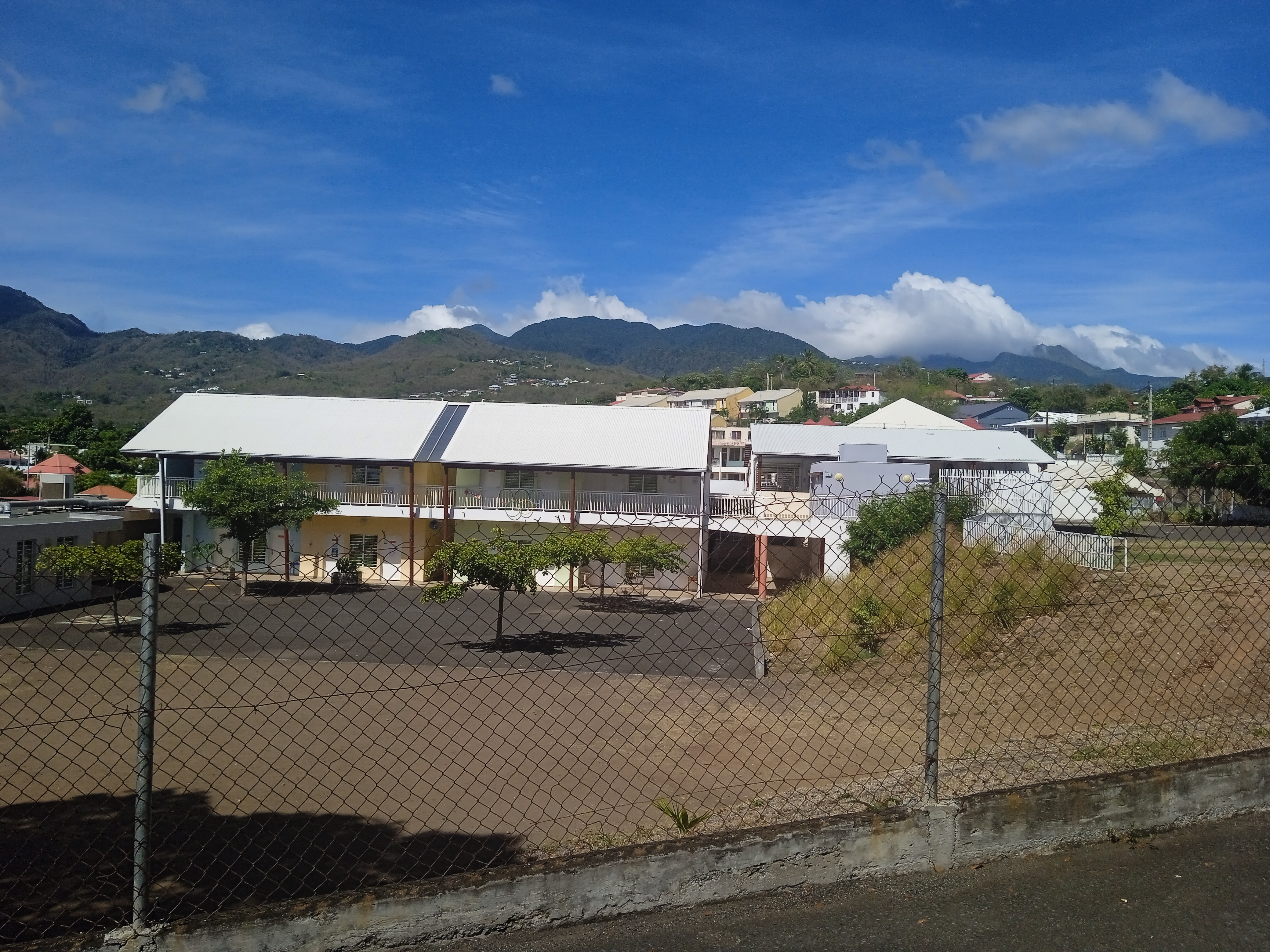
École primaire Parfait Talbot

Comme toutes les communes de l'archipel de la Guadeloupe, Vieux-Habitants est rattaché à l'Académie de la Guadeloupe. La ville possède sur son territoire quatre écoles maternelles (Bourg, Géry, Henriette-Duloir et Labique-Beaujean) et quatre écoles primaires (Parfait Talbot (ancienne école du Bourg), Géry, La Cousinière et Marigot).
La commune accueille sur son territoire le collège Suze-Angely situé à Anse-Poulain tandis que les lycées les plus proches sont soit à Pointe-Noire (lycée professionnel de Pointe-Noire) soit à Basse-Terre (lycées généraux Gerville-Réache et Georges-Nicolo ou lycées professionnels de Versailles et des Persévérants).

### Sports

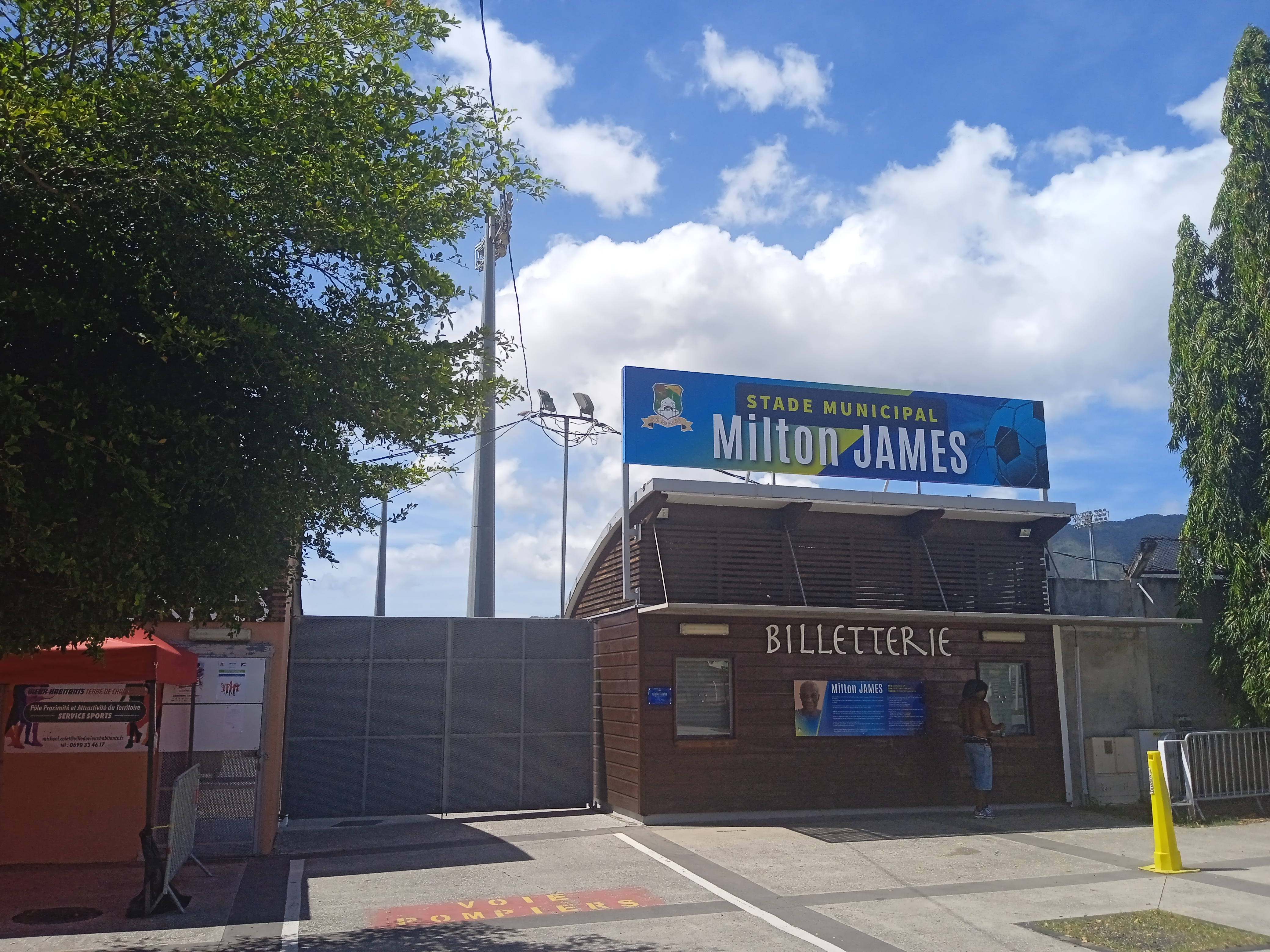
Stade municipal Milton James.

Les équipements sportifs de Vieux-Habitants comprennent le stade municipal de 800 places et une salle multisports. Ils accueillent les clubs de :
- JS Vieux-Habitants, football.
- ECO (Entente cycliste de l'Ouest)–Café Chaulet, cyclisme.
- Arabica, volley-ball.
- Félin'x, athlétisme.

## Culture locale et patrimoine

### Lieux et monuments
- L'église Saint-Joseph, la plus vieille église de la Guadeloupe. Sur ce site a tout d'abord été édifiée une chapelle en 1636, plus tard reconstruite après avoir été incendiée en 1703, puis agrandie en 1952 par l'architecte Pierre Isnard[25]. Elle est depuis 2007 classée aux monuments historiques[26].
- L'indigoterie de l'Anse à la Barque au lieu-dit homonyme près du port de la commune classée aux monuments historiques[27].
- La vallée de la Grande Rivière des Vieux-Habitants, située au cœur du parc national de la Guadeloupe, avec l'habitation La Grivelière (classée en 1987 aux monuments historiques[28]) vers Schœlcher, l'habitation Darius (inscrite en 1990 aux monuments historiques[29]), l'Habitation-Caféière Getz et l'habitation Loiseau (inscrite en 2016 aux monuments historiques[30])
- Le site préhistorique des Roches Gravées du Plessis.
- Le domaine de Vanibel, le domaine de Café Chaulet et le Musée du café et la chocolaterie artisanale « Les Suprêmes ».
- Les principales plages de la commune sont : la plage de l'Étang, la plage de Simaho (qui fait l'objet d'un projet d'ensablement), la plage de Rocroy et la plage de la Voûte à Marigot.

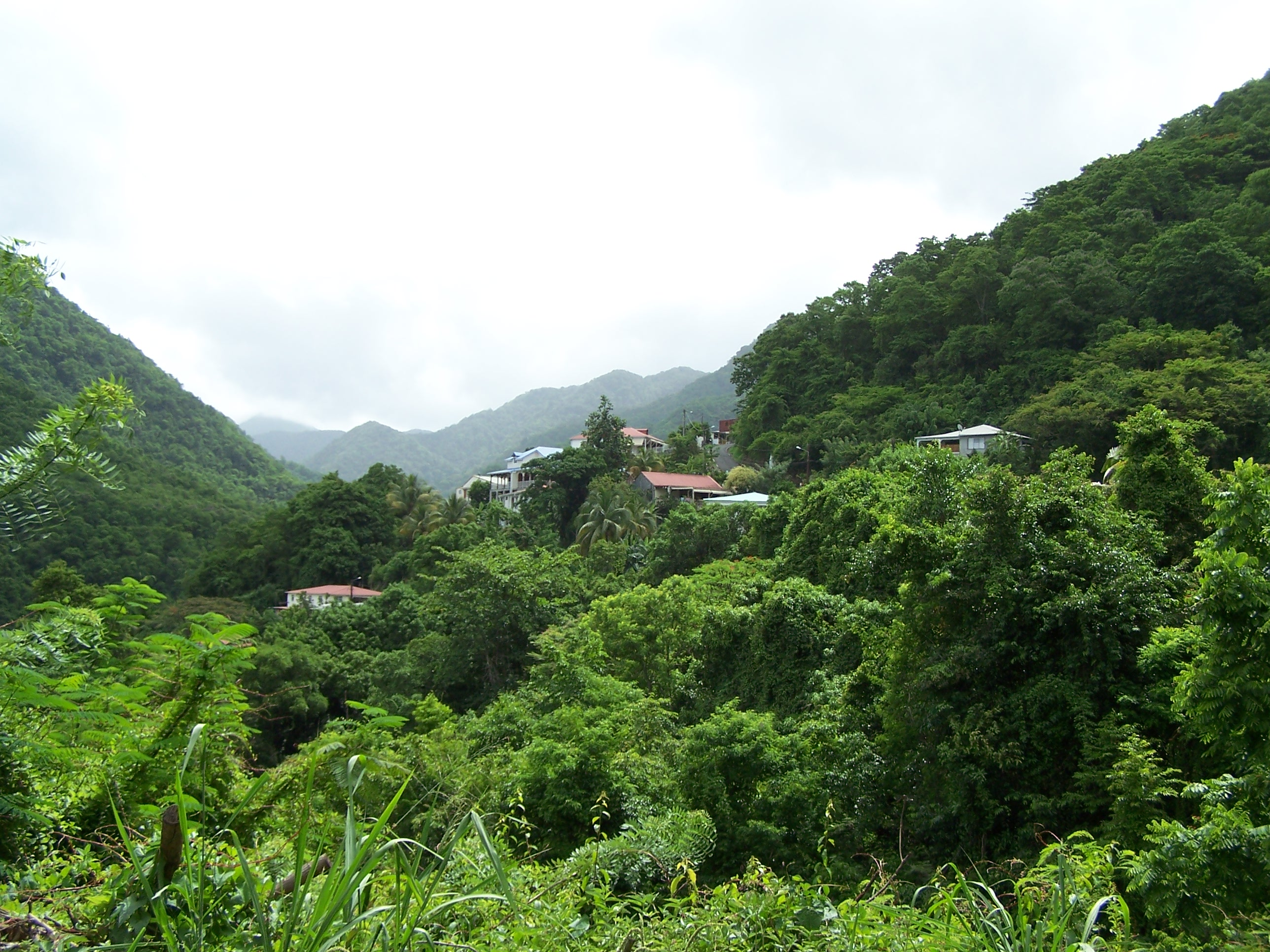
Schœlcher dans la vallée de la Grande Rivière des Vieux-Habitants.
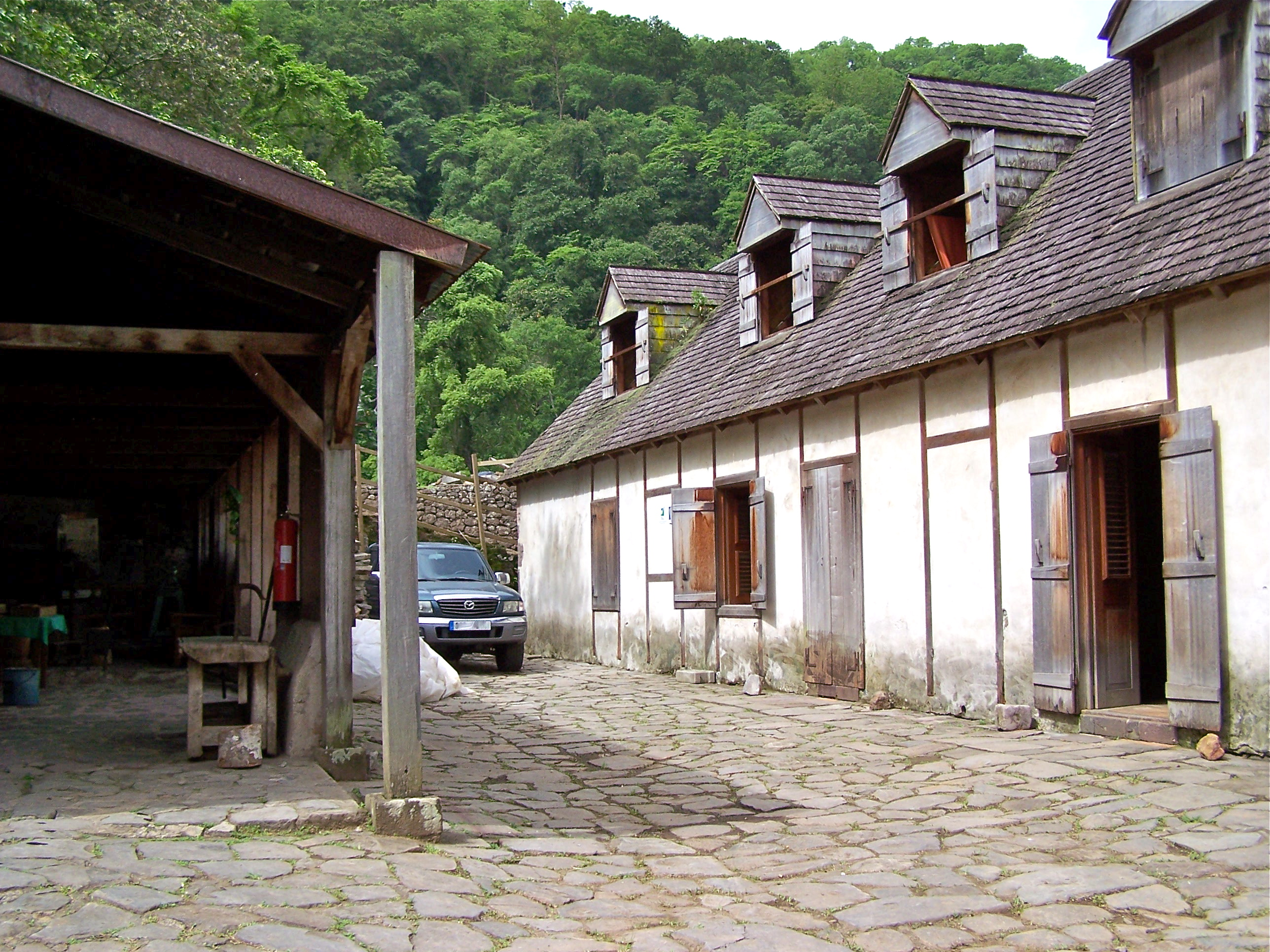
L'habitation La Grivelière classée MH.
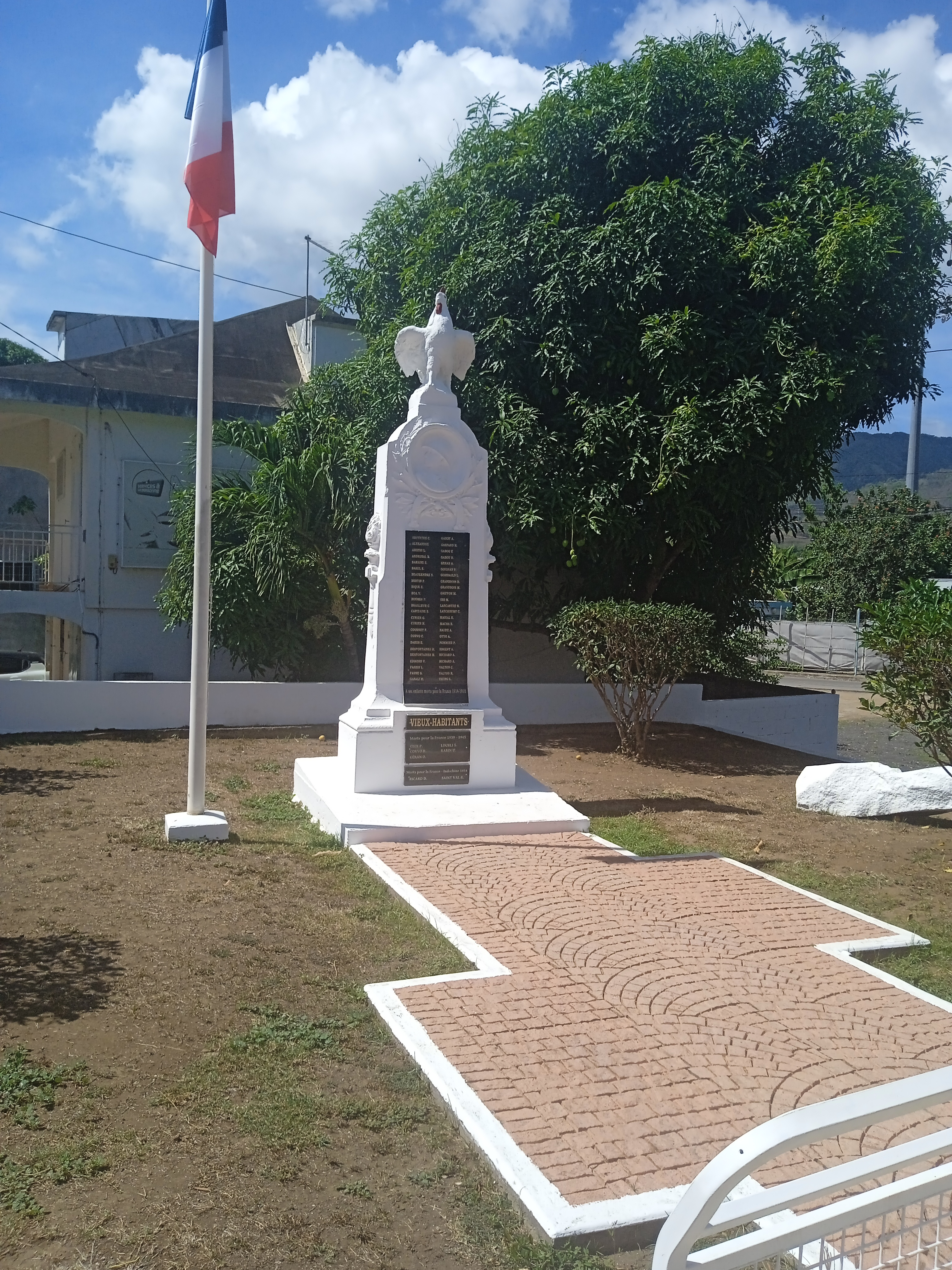
Monument aux morts de Vieux-Habitants.
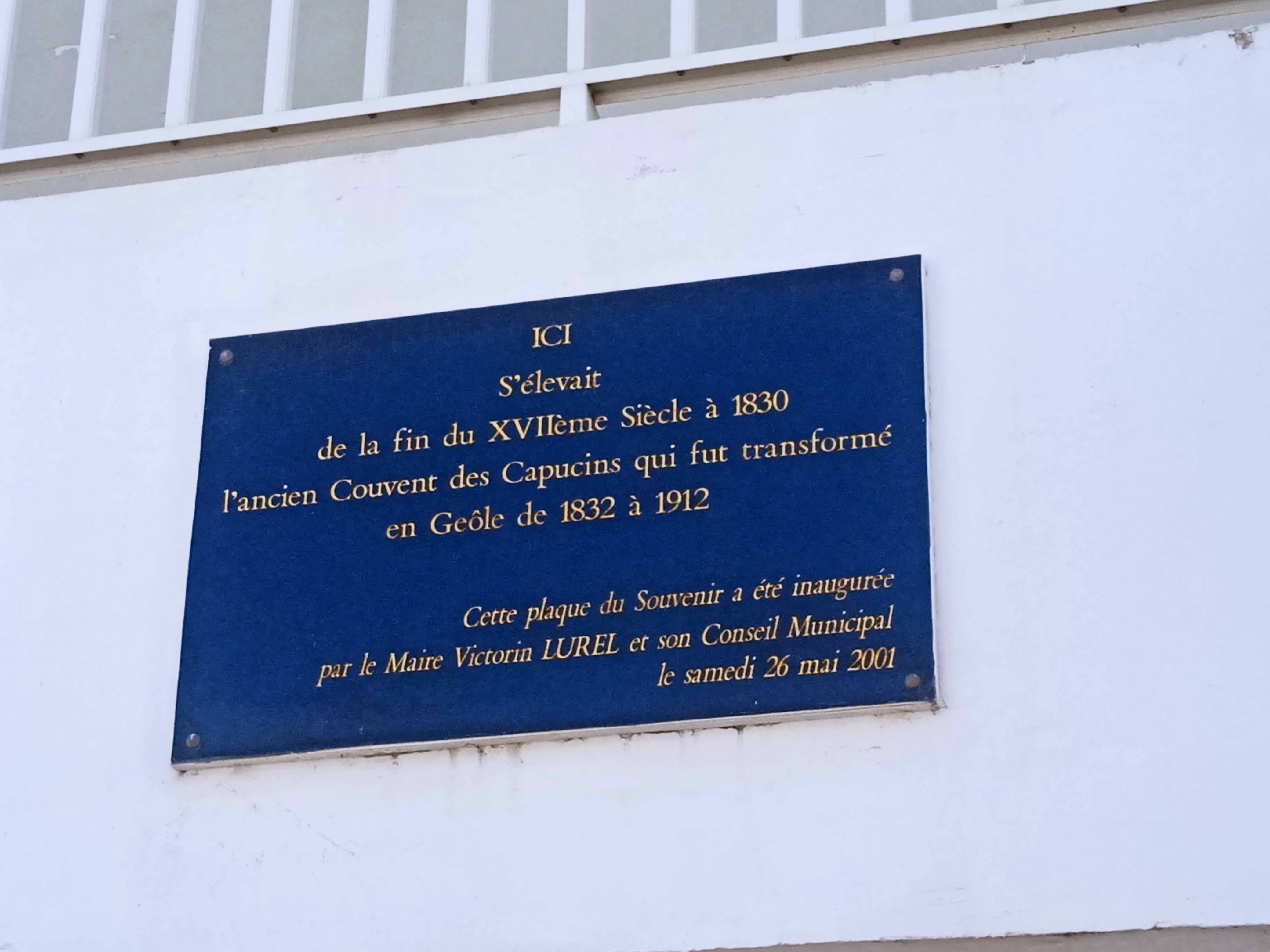
Plaque en souvenir de l'ancien couvent des Capucins de Vieux-Habitants.

### Jumelage
- Grand'Rivière (Martinique)

### Personnalités liées à la commune
- Victorin Lurel, député, président du conseil régional de la Guadeloupe, ancien ministre des Outre-Mer, né à Vieux-Habitants en 1951.
- Teddy Riner, judoka multi-champion olympique et du monde, dont la famille paternelle est originaire de la vallée de Beaugendre dans la commune[31],[32]. Le 27 août 2018, une statue le représentant est inaugurée au centre d'une vaste place de la commune qui porte désormais son nom[33].